# ألويس راشين
ألويس راشين (ولد في 18 أكتوبر 1867 - توفي في 18 فبراير 1923) كان سياسيًا واقتصاديًا تشيكيًا وسلوفاكيًا وأحد مؤسسي تشيكوسلوفاكيا وأول وزير للمالية. كان مؤلف أول قانون لتشيكوسلوفاكيا ومنشئ عملة البلاد، الكرونة التشيكوسلوفاكية. كان راشين ممثلًا لليبرالية المحافظة وأصيب بجروح قاتلة في اغتيال لأنه كان يُنظر إليه على أنه رئيس رأسمالية الأمة.
في عام 2019، أصدر البنك الوطني التشيكي ورقة نقدية تذكارية تحمل صورته، بقيمة اسمية تبلغ 100 كرونة تشيكية.